# Maues

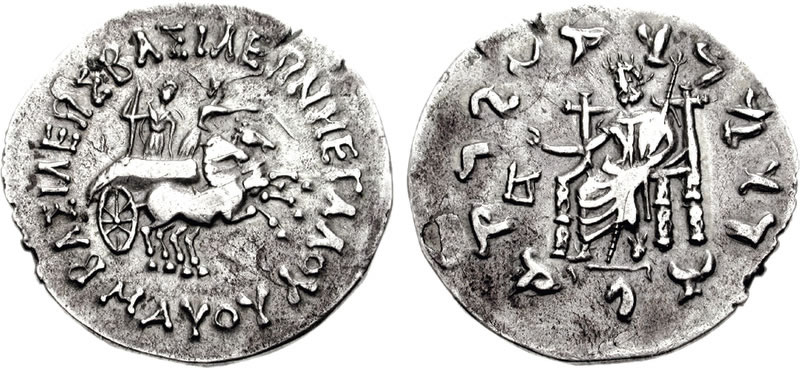
Münze des Maues

Maues (auf Münzen als Genitiv ΜΑΥΟΥ Mauou überliefert, in Kharoshthi als Moasa) war ein indo-skythischer König, der um 120–85 v. Chr. (nach anderen Untersuchungen 85–60 v. Chr.) regierte.
Um 145 v. Chr. drangen Völker, die von antiken Quellen als Skythen bezeichnet werden, in Baktrien (im Norden des heutigen Afghanistans) und in Indien ein. Sie vernichteten das Griechisch-Baktrische Königreich und stellten eine Bedrohung für das Indo-Griechische Königreich (im Norden des heutigen Pakistans) dar. Nach einigen Jahrzehnten kam es zur Gründung eines eigenen Reiches. Maues gilt als Gründer und bedeutendster Herrscher dieser Indo-skythischen Dynastie.

## Datierung

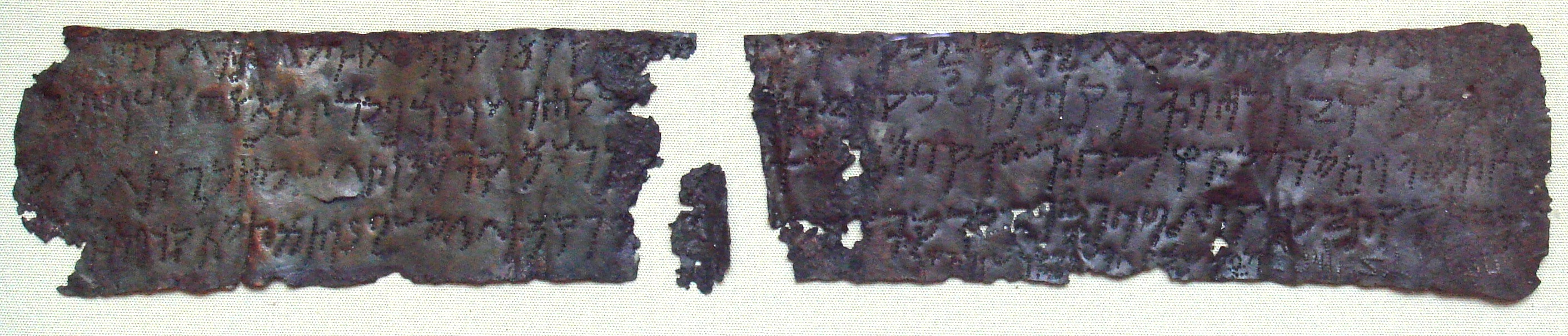
Kupfertafel des Moga aus Taxila

Die genaue chronologische Einordnung von Maues ist nicht sicher, doch scheint das erste Viertel des ersten Jahrhunderts v. Chr. am wahrscheinlichsten. Es gibt einige datierte Inschriften, die Maues erwähnen. Aus Taxila stammt eine Kupfertafel von einem gewissen Patika, die Buddharelikte betrifft. Diese Inschrift ist in ein Jahr 78, fünfter Tag des makedonischen Monats Panemos datiert und nennt den Großen König, den großen Moga. Das Datum ist problematisch, da nicht sicher ist, auf welche Ära sie sich bezieht. Oftmals wird davon ausgegangen, dass es sich um eine von Maues gegründete Ära handelt, die jedoch nur hier bezeugt ist. Auch ist die Identifizierung von Maues (in griechischen Inschriften) mit dem Moga der Inschrift auf der Kupferplatte (in Kharoshthi) in der Forschung nicht ganz unumstritten. Andere datierte Inschriften des Maues nennen die Jahreszahlen 58, 60 und 68. Maues überprägte die Münzen einiger anderer Herrscher. Hier sind vor allem die Münzen des indo-griechischen Königs Apollodotos II. zu nennen, der wahrscheinlich der Vorgänger von Maues in Taxila war.

## Herrschaft und Familie
Die Machtübernahme des Maues ist bisher nicht mit letzter Gewissheit geklärt. Die Fundorte und Prägestätten seiner Münzen geben immerhin einen Hinweis auf sein Herrschaftsgebiet, das Hazara, Kaschmir, Gandhara mit der Hauptstadt Taxila und Teile von Afghanistan umfasste. Er ist außerdem durch eine Inschrift bei Chilas (Gilgit-Baltistan, ganz im Norden von Pakistan) bezeugt. Diese Inschrift nennt auch den Satrapen Ghoshamitra. Eine zweite Inschrift nennt den Herrscher in Verbindung mit der Errichtung eines Gebäudes und nennt den Satrapen Sidhalaka. Es kann davon ausgegangen werden, dass er Teile des Indo-griechischen Reiches eroberte und eine aggressive Eroberungspolitik führte. Die Ereignisse bleiben jedoch weitestgehend im Dunkeln. Rekonstruktionsversuche basieren zum großen Teil auf Münzen.
Nach den Münzprägungen mag Taxila seine Hauptstadt gewesen sein. Den Titel König der Könige übernahm er vielleicht direkt von den Parthern. Der Titel ist auf seinen späteren Münzprägungen bezeugt. Es ist deshalb auch vermutet worden, dass er parthischer Abstammung war. Namen und Gottheiten (meist griechische) auf den Münzen deuten eine Heiratspolitik mit den Indo-Griechen an. So erscheint auf einigen Münzen eine Frau mit dem Namen Machene, die eventuell aus Taxila stammte. Ihre Stellung ist umstritten, meist wird sie als Gemahlin des Maues angesehen, andere sehen in ihr seine Mutter. König Artemidoros bezeichnet sich auf einigen Münzen als Sohn des Maues. Er mag entweder ein leiblicher Sohn gewesen sein oder ein Vasall. Bevor diese Prägungen des Artemidoros bekannt wurden, ist der Letztere in der Regel als indo-griechischer König angesehen worden.

## Die Münzen des Maues

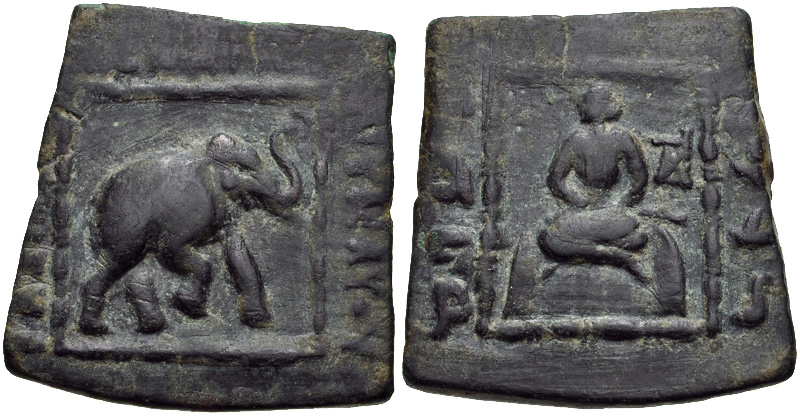
Münze des Maues mit sitzender Figur, die als Buddha interpretiert wurde

Die Münzen des Maues zeigen nie den Kopf des Herrschers, orientieren sich aber im Allgemeinen an indo-griechischen Prägungen, wie der des Apollodotos II. Auf der Rückseite finden sich Legenden in Kharoshthi, während die Vorderseiten griechische Aufschriften tragen.
Aus der Gegend von Hazara und Kaschmir stammen Münzen mit einer Stadtgöttin auf der einen und Zeus auf der anderen Seite. Aus Kaschmir stammen auch Münzen die den Herrscher auf einem Pferd oder mit nicht griechischen Gottheiten zeigen.
Aus Taxila stammen Silberprägungen, die Zeus und Nike zeigen. Auf Bronzemünzen erscheinen Tiere, wie Bullen und Elefanten, sowie griechische Gottheiten. Hier wurden auch Kopien von Prägungen von Demetrios I. ausgegeben.
In der Nordwestregion gibt es Silberprägungen mit einer Artemis und einem Streitwagen mit Zeus. Einige Drachmen sind quadratisch und zeigen Zeus, Nike oder eine Mondgottheit. Schließlich gibt es Prägungen mit Motiven, die als buddhistisch interpretiert wurden. Hier sind vor allem Münzen mit einer sitzenden Figur zu nennen, die späteren Buddhadarstellungen ähnelt. Da eindeutige Legenden fehlen, ist diese Interpretation jedoch unsicher.